# 韓甦
韓甦（1923年12月24日—2007年12月19日），本名韓元曉，生於中華民國北平市，台湾资深男演员。

## 简介
韩甦是韩建铎之四子，活躍在1960年代，曾任多家影业公司演員，参与演出电影如《英雄烈女》、《破曉時分》、《歡顏》等近百部，多扮演忠厚老实的小人物。1979年在《欢颜》中扮演父亲，获第16届金马奖最佳剧情片、最佳男配角奖。

## 演出作品

### 電影
1955年
- 《聖女媽祖傳（媽祖收妖）》（飾：半路巧遇默娘的送女入山之老者）

1966年
- 《英雄烈女》

1967年
- 《塔裡的女人》
- 《鳳陽花鼓》

1968年
- 《深情比酒濃》
- 《破曉時分》

1969年
- 《福祿壽》
- 《情人的眼淚》
- 《黑牛與白蛇》
- 《紫金鏢》
- 《今天不回家》（飾 洪敬德）
- 《劍王子》
- 《冬暖》
- 《新娘與我》
- 《十三妹》

1970年
- 《太太懷孕了》
- 《重慶一號》
- 《喜怒哀樂》
- 《妹妹要我嫁》
- 《吾愛吾妻》
- 《再見阿郎》
- 《岳母大人》
- 《家在台北》
- 《警告逃妻》
- 《你我他》
- 《百萬新娘》
- 《路客與刀客》
- 《鬼狐外傳》
- 《當你離家時》
- 《三娘教子》

1971年
- 《家家有本難唸的經》
- 《小人物出頭記》
- 《百醜大全》
- 《四海一家》
- 《頭條好漢》
- 《退票新娘》
- 《最短的婚禮》
- 《鐵掌穿腸腿》
- 《說謊的丈夫》
- 《愛情一二三》
- 《新羅生門》
- 《黑白傘》
- 《劍》
- 《妳我她》
- 《騙術奇譚》
- 《五鳳朝陽》
- 《五對佳偶》
- 《往事只能回味》

1972年
- 《淘氣三千金》
- 《驚天動地》
- 《俠義雙雄》
- 《傻大姐》
- 《中國人》
- 《英雄膽》
- 《大地龍蛇》
- 《歡天喜地》
- 《大盜》
- 《夜女郎》
- 《鬼新娘》
- 《威震四方》
- 《盲俠鬥白狼》
- 《難忘初戀情人》
- 《心花朵朵》

1973年
- 《13個半房客》
- 《虎豹兄弟》
- 《窗外》
- 《神龍猛虎殺大賊》
- 《彩雲飛》
- 《潮州怒漢》
- 《風流岳父傻女婿》
- 《狂龍出海》
- 《蛋下不雞母家誰》
- 《豪客》

1974年
- 《牛家大院》
- 《女煞星大鬧烏龍院》
- 《大佬》
- 《擒兇》
- 《鬼馬小淘氣》
- 《刁蠻鬥風騷》
- 《長情萬縷》
- 《半山飄雨半山晴》

1975年
- 《妙手千金》
- 《天后》
- 《水雲》
- 《熱浪》
- 《豪門怨男》
- 《門裡門外》
- 《西貢，台北，高雄》
- 《黑鷹一號》

1976年
- 《詠春大兄》
- 《神環》
- 《海韻》
- 《新精武門》
- 《三傻闖世界》

1977年
- 《愛的賊船》
- 《奔向彩虹》
- 《剪刀石頭?》
- 《人在天涯》
- 《鄉野奇談》
- 《異鄉夢》
- 《細雨敲我當》
- 《真真的愛》

1978年
- 《飛燕雙嬌》
- 《你追他也追》
- 《獨霸天下》

1979年
- 《早安台北》（飾 阿福公）
- 《歡顏》
- 《香火》
- 《汪洋中的一條船》（飾 鄭豐喜投靠的耍猴江湖藝人）
- 《樓上樓下》
- 《好小子的下一招》
- 《女少林寺》

1980年
- 《原鄉人》
- 《魔鬼剋星》
- 《火葬場奇案》
- 《博多夜船》
- 《候鳥之愛》

1981年
- 《瘋狂大發財》
- 《奇巧人物》

1983年
- 《斬手指》
- 《電梯》

1985年
- 《慈悲的滋味》

1986年
- 《母牛一條》
- 《愛是做鬼也愛》

### 電視劇
- 1980年
  - 《秋水長天》 饰 向父
- 1982年
  - 《秋潮向晚天》 饰 莊父
  - 《天地良心》 饰 裴松
- 1983年
  - 《星星知我心》 饰 秋霞父親（古建雄）
- 1986年
  - 《福祿壽喜》 饰 于建林
- 1988年
  - 《八月桂花香》 饰 庞總管
- 1992年 
  - 《再世情缘》 饰 吴良铺

## 奖项
- 1979年 《歡顏》饰演父亲—  获第16届金马奖最佳男配角